# The Arts Club

Escudo de la familia Stanley

The Arts Club fue un club de arte de Londres en Inglaterra, fundado por Charles Dickens entre otros en 1863 ante todo como lugar de encuentro de artistas y escritores.
Durante el siglo XIX, fue un centro para las artes y aunque un lugar de reunión social fue conocido por ser un lugar donde se ejercían influencias y se desarrollaban carreras. Se veía como el lugar donde se llevaban a cabo las negociaciones de la Royal Academy. Entre sus miembros e invitados se incluyeron Dickens, Kipling, Millais, Monet, Whistler, Rodin, Degas e Turgenev. Sin embargo, a medida que las artes se desarrollaron hacia el Modernismo no pudo mantener el ritmo, y su continua lealtad a la Real Academia de Londres le dio un aire conservador distintivo. 
Hacia 1891, uno de sus miembros más destacados, James McNeill Whistler, se separó para fundar el club de arte rival, el Chelsea Arts Club. Lugares de encuentro más recientes, como los clubs Colony Room y Groucho, jugaron el papel que El Club del Arts solía tener. 
Su local original se encontraba en el 17 Hanover Square, Mayfair. Tras treinta años allí, se trasladó cerca de su actual alojamiento, una casa unifamiliar del siglo XVIII en el 40 Dover Street. Fue gravemente bombardeada durante El Blitz y muy modificada. Varios escándalos minaron el cerclo durante el pasado siglo, incluyendo la desaparición de la plata del club de caballeros durante las reformas (cuando se abrieron las cajas estaban llenas de ladrillos), además de cincuenta obras de arte de su colección.
Ofrece prácticas facilidades, con una discreta sala de dibujo, bar, comedor, bistró y jardin exterior. Se celebran actividades regularmente y coloquios de conocidas personalidades. Normalmente, para ingresar como miembro se ha de rellenar una solicitud, disponible en la secretaría del club. Se siguen unas reglas de vestuario, de tipo "elegante y presentable". Trajes y corbatas están generalizados, pero no son obligatorios. Los requisitos necesarios para convertirse en miembro son: participar o tener cierto interés en el arte, la literatura o la ciencia.
Entre sus miembros actuales se incluyen varios académicos prominentes de la Royal Academy, arquitectos y escritores (el Authors' Club está actualmente alojado en el Arts Club). Los artistas del Stuckismo han celebrado reuniones y una exposición en el cerclo. Sir Peter Blake es miembro y también los son artistas como Graham Ovenden (qv: Brotherhood of Ruralists).